# Società Sportiva Murata
O Società Sportiva Murata (conhecido somente por Murata) é um clube de futebol cuja sede se localiza na cidade de San Marino, capital do país homônimo.

## História
Fundado em 1966, o Murata terminou na nona colocação em seu primeiro campeonato. Trinta e um anos depois, enfim, veio o primeiro título, quando a equipe conseguiu conquistar a Copa Titano. Porém, os anos de ouro do clube ainda estavam por vir.
Em 2006, o clube venceu o Campeonato Nacional de San Marino e, graças a uma recente decisão da FIFA de incluir o campeão samarinês na fase preliminar da Liga dos Campeões da UEFA, o Murata entrou para a história como o primeiro time de futebol de San Marino a disputar uma partida válida pela Liga dos Campeões da UEFA.
No dia 17 de julho de 2007, o Murata recebeu o Tampere United, campeão da Finlândia. Roberto Teodorani abriu o placar para o time da casa, porém, no segundo tempo, com um gol marcado aos 42 minutos, o Tampere conseguiu virar o jogo para 2x1.
A partida de volta, realizada na semana seguinte, em Tampere, também terminou com vitória da equipe finlandesa, desta vez por 2 a 0. Com isso, o Murata deu adeus à competição, mas o feito do clube para sempre será motivo de orgulho para seus torcedores.
O Murata ganhou as manchetes por conta da presença do experiente zagueiro brasileiro Aldair, campeão mundial com a Seleção Brasileira de Futebol em 1994, que foi persuadido pelo técnico e jogador Massimo Agostini, amigo pessoal do brasileiro, a voltar aos gramados. Chegou a sondar outro brasileiro, Romário, e até o heptacampeão de Fórmula 1 Michael Schumacher, mas os dois não chegaram a um acordo.

## Títulos
- Copa Titano: 1997, 2007, 2008
- Campeonato Sanmarinense: 2005/06, 2006/07, 2007/08
- Trofeo Federale: 2006, 2008, 2009